# Ethel Wright Mohamed
Ethel Wright Mohamed (13 octobre 1906 - 15 février 1992) est une artiste brodeuse américaine.

## Biographie
Ethel Lee Wright naît le 13 octobre 1906, dans une ferme du comté de Webster, dans le Mississippi. Elle est l'enfant la plus âgée d'Elijah Wright et Nina Bell Ramsay Wright. Adolescente, elle travaille dans une boulangerie de la ville de Shaw, tout en apprenant à broder auprès de sa mère. 
En 1924, elle épouse Hassan Schuman Mohamed, un vendeur d'origine libanaise. Le couple a huit enfants et s'installe à Belzoni dans le Mississippi, où ils ouvrent le H. Mohamed Store. Elle y travaillera jusqu'en 1980, avant de passer le relais à son petit-fils. Elle revient à la broderie après le décès de son mari en 1965 : « Il n'y a pas de musique plus apaisante que celle de l'aiguille qui entre dans le tissu. » déclare-t-elle au Tuscaloosa News en 1992. Ses œuvres colorées reposent sur des scènes élaborées s'inspirant de ses propres souvenirs et de sa vie de famille. Après avoir trouvé une audience locale, les broderies d'Ethel Wright Mohamed sont exposées dans les musées régionaux comme art populaire.
En 1974, son art brodé fait partie intégrante du Festival of American Folklife, organisé par l'institut Smithsonian à Washington. L'année suivante, le Smithsonian lui commande une tapisserie pour le bicentenaire de l'évènement. Entre 1976 et 1977, douze de ses compositions sont exposées à la galerie Renwick. Elle réalise une image brodée de cette installation qui intègre la collection du Smithsonian American Art Museum. 
En 1977, William R. Ferris présente le documentaire Four Women Artists, produit par le Center for Southern Folklore. Ethel Wright Mohamed y est mentionnée comme l'une des quatre femmes artistes ayant marqué l'histoire du Mississippi, aux côtés de l'auteure Eudora Welty, de la couturière Pecolia Warner, spécialisé dans les patchwork et de l'artiste peintre Theora Hamblett.  
Engagée politiquement dans l'Amérique post-colonialiste, elle est également membre de l'Ordre de l'étoile orientale et des Filles de la révolution américaine.  
En 1991, elle est honorée pour l'ensemble de sa carrière, du titre de gouverneure pour l'excellence artistique. Elle décède en 1992, à l'âge de 85 ans.

## Héritage
Ethel Wright Mohamed a fait don de ses œuvres originales à des organismes de bienfaisance et à des musées, dont l'American Heart Association et le Centre médical de l'université du Mississippi. Le musée Ethel Wright Mohamed Stitchery est ouvert au public dans l'ancien foyer de la famille. Sa plus jeune fille Carol Mohamed Ivy, est la conservatrice de l'établissement. Plus de 250 broderies de l'artiste y sont présentées. Du 10 mai au 8 juillet 2007, une rétrospective des œuvres d'Ethel Wright Mohamed est organisée au Lauren Rogers Museum of Art à Laurel, dans le Mississippi.

## Distinctions
- 1991 : Governor's Lifetime Achievement Award for Excellence in the Arts